# Mailleroncourt-Charette
Mailleroncourt-Charette és un municipi francès situat al departament de l'Alt Saona i a la regió de Borgonya - Franc Comtat. L'any 2007 tenia 301 habitants.

## Demografia

### Població
El 2007 la població de fet de Mailleroncourt-Charette era de 301 persones. Hi havia 116 famílies, de les quals 28 eren unipersonals (8 homes vivint sols i 20 dones vivint soles), 36 parelles sense fills, 44 parelles amb fills i 8 famílies monoparentals amb fills.
La població ha evolucionat segons el següent gràfic:
Habitants censats

### Habitatges
El 2007 hi havia 147 habitatges, 121 eren l'habitatge principal de la família, 10 eren segones residències i 16 estaven desocupats. 138 eren cases i 9 eren apartaments. Dels 121 habitatges principals, 101 estaven ocupats pels seus propietaris, 19 estaven llogats i ocupats pels llogaters i 1 estava cedit a títol gratuït; 1 tenia dues cambres, 8 en tenien tres, 28 en tenien quatre i 84 en tenien cinc o més. 97 habitatges disposaven pel capbaix d'una plaça de pàrquing. A 41 habitatges hi havia un automòbil i a 70 n'hi havia dos o més.

### Piràmide de població
La piràmide de població per edats i sexe el 2009 era:
| Homes | Edats   | Dones |
| ----- | ------- | ----- |
| 0     | 95 o +  | 0     |
| 0     | 90 a 94 | 4     |
| 0     | 85 a 89 | 0     |
| 8     | 80 a 84 | 0     |
| 0     | 75 a 79 | 16    |
| 4     | 70 a 74 | 4     |
| 8     | 65 a 69 | 0     |
| 16    | 60 a 64 | 28    |
| 4     | 55 a 59 | 4     |
| 12    | 50 a 54 | 4     |
| 24    | 45 a 49 | 24    |
| 0     | 40 a 44 | 8     |
| 0     | 35 a 39 | 12    |
| 8     | 30 a 34 | 4     |
| 4     | 25 a 29 | 12    |
| 8     | 20 a 24 | 12    |
| 4     | 15 a 19 | 8     |
| 8     | 10 a 14 | 8     |
| 8     | 5 a 9   | 0     |
| 4     | 0 a 4   | 4     |

## Economia
El 2007 la població en edat de treballar era de 195 persones, 145 eren actives i 50 eren inactives. De les 145 persones actives 137 estaven ocupades (81 homes i 56 dones) i 8 estaven aturades (1 home i 7 dones). De les 50 persones inactives 20 estaven jubilades, 12 estaven estudiant i 18 estaven classificades com a «altres inactius».

### Ingressos
El 2009 a Mailleroncourt-Charette hi havia 122 unitats fiscals que integraven 288 persones, la mediana anual d'ingressos fiscals per persona era de 17.321 €.

### Activitats econòmiques
Dels 8 establiments que hi havia el 2007, 1 era d'una empresa alimentària, 1 d'una empresa de fabricació d'altres productes industrials, 3 d'empreses de construcció, 2 d'empreses de comerç i reparació d'automòbils i 1 d'una empresa d'hostatgeria i restauració.
Dels 3 establiments de servei als particulars que hi havia el 2009, 1 era un paleta, 1 fusteria i 1 restaurant.
Dels 2 establiments comercials que hi havia el 2009, 1 era una botiga de menys de 120 m² i 1 una botiga de roba.
L'any 2000 a Mailleroncourt-Charette hi havia 15 explotacions agrícoles que ocupaven un total de 632 hectàrees.

## Equipaments sanitaris i escolars
El 2009 hi havia una escola elemental integrada dins d'un grup escolar amb les comunes properes formant una escola dispersa.

## Poblacions més properes
El següent diagrama mostra les poblacions més properes.